# DVB-H
DVB-H (англ. Digital Video Broadcasting — Handheld) — технологія цифрового мобільного мовлення для передавання відеосигналу на мобільний телефон у режимі реального часу. В Італії, наприклад, технологія вже запущена в комерційне використання.

## Аудиторія
Усесвітні дослідження показали, що на телефонах абоненти воліють дивитися новини, спортивні ігри, прогнози погоди, аудіо і мультиплікаційні кліпи.

## DVB-H і реклама
На сьогодні нема чіткого бачення, як просувати рекламу на DVB-H. Фахівці вбачають вихід надалі з цієї ситуації в застосуванні методу продакт-плейсмент.

## DVB-H в Україні
У Києві з 12 січня 2008 року діє DVB-H у тестовому режимі.